# セント・モーガン
セント・モーガン（英語: St Mawgan or St Mawgan in Pydar,コーンウォール語: Lanherne）は、イギリスのコーンウォールにある村。

## 概要

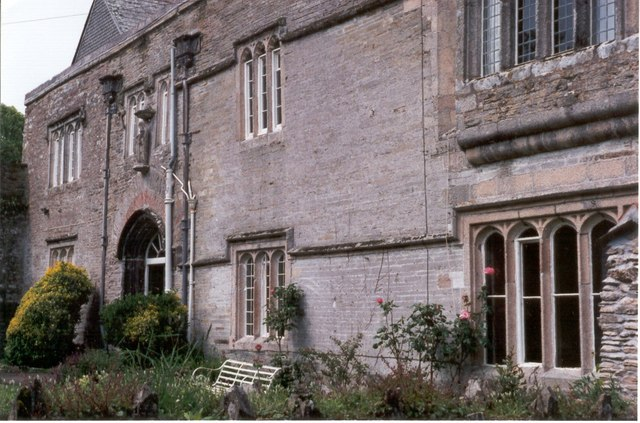
ランヘルンハウス

コーンウォールの中部、ニューキーの北東約6.4kmに位置する村及び行政教区である。人口は1,307人（2011年、国勢調査）。セント・モーガン行政教区の範囲には、セント・モーガンの集落から北西に約2.5km程の場所にあるモーガンポースの集落も含まれる。
ランヘルンハウス（英語: Lanherne House）として知られる現存する16世紀初頭のマナー・ハウスは、指定建造物に指定されている。近くの英国空軍基地であるセント・モーガン空軍基地は、村にちなんで名付けられ、ニューキー空港に隣接している。メナリル川はセント・モーガンの村を流れ、メナル川が形成した谷は「ランヘルンの谷」（Vale of Lanherne）として知られている。それは詩人ヘンリー・シーウェル・ストークスによる詩の主題となった。

## 歴史
青銅器時代と鉄器時代の形跡が見受けられる。
村の歴史は、6世紀にウェールズの宣教師セント・モーガンとその信者が最初の教会と修道院を作ったときに始まったと考えられている。教会は11世紀にサクソン教会に置き換えられ、11世紀と12世紀には現在の教区教会に置き換えられた。
ランヘルンのアランデル家は、コーンウォールのトレリス、トルバーン、メナダルバ、ウィルトシャーのウォーダー城に居を構える名家アランデル家の支流であり、13世紀以来セント・モーガンの地主であった。
16世紀に建てられたマナー・ハウスのランヘルンハウスは、1794年にベルギーから移住してきた修道女のための修道院となった。
アランデルの多くの記念碑は、セント・モーガンとセント・ニコラスに捧げられたセント・モーガンの教区教会に残っている。ジョージ・アランデル（1573年）、メアリー・アルンデル（1578年）、シッセル・アランデルとジェーン・アランデル（1580年頃）、エドワード・アランデル（1586年頃）の記念碑には真鍮が含まれている。アランデルの他の記念碑も、近くのセント・コロンブメジャーの教区教会に残っている。

## 施設

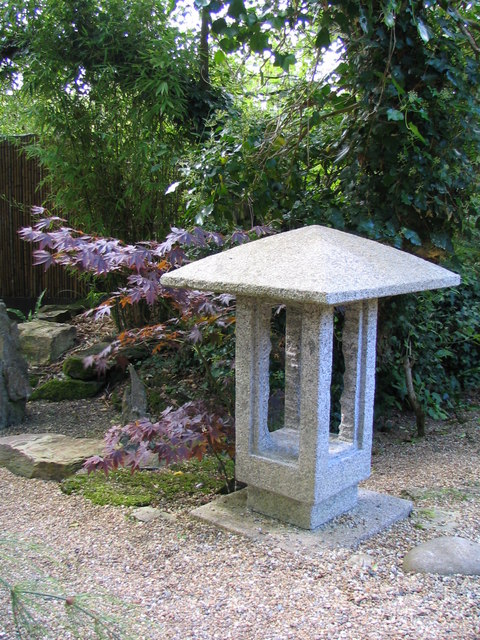
セント・モーガンの日本庭園

The Falcon InnとThe Airwaysという2つのパブや、小さな工芸品店がある。
集落の中心部には日本庭園があり、桜やモミジなどが植えられている。盆栽の栽培・展示・販売も行っている。

## スポーツ
地元のクリケットチームとしてVale of Lanherne C.C.とSt Mawgan C.C.があり、日曜日に親善試合をしている。